# Consejo Privado (Japón)

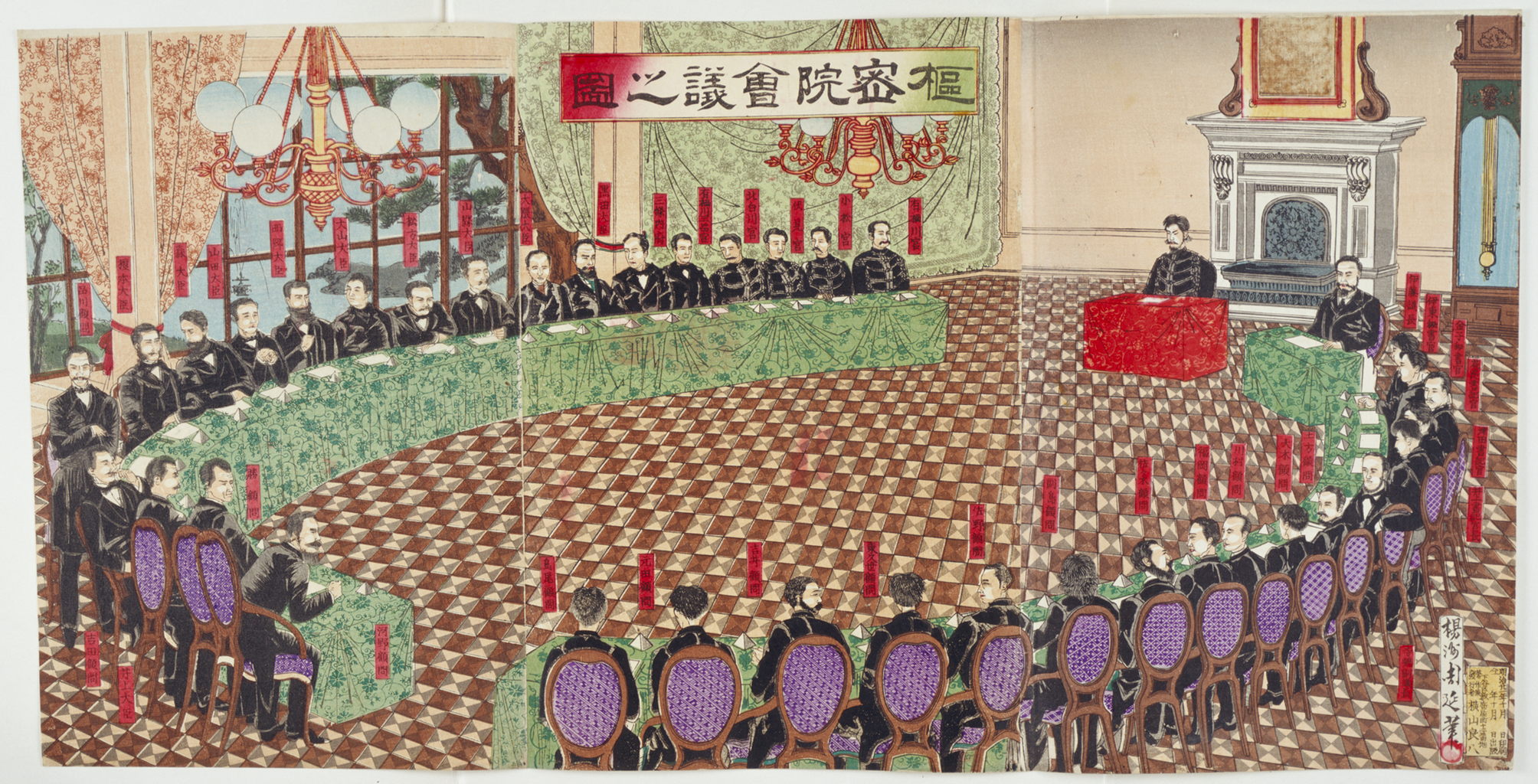
Reunión del Emperador con sus Consejeros Privados. Ukiyo-e grabados en madera por Yōshū Chikanobu, 1888.

El Consejo Privado de Japón (枢密院 Sūmitsu-in?) fue un consejo asesor del Emperador de Japón que existió entre 1888 y 1947.

## Historia y funciones
Creado a partir del Consejo Privado del Reino Unido, este organismo asesoraba al trono en asuntos de gran importancia incluyendo:
1. Enmiendas propuestas a la Ley de la Agencia Imperial de 1889 y a la Constitución del Imperio de Japón;
2. Asuntos de interpretación constitucional, leyes y decretos propuestos;
3. Proclamaciones de la ley marcial y la declaración de guerra;
4. Tratados y otros acuerdos internacionales;
5. Asuntos concernientes a la sucesión del trono y declaraciones de una regencia bajo la Ley de la Agencia Imperial, y;
6. Otros asuntos planteados por el Emperador (generalmente con la asesoría del gabinete).

Por lo tanto, el Consejo Privado tenía funciones judiciales y algunas funciones ejecutivas. Sin embargo, el consejo no tenía poder para iniciar leyes.
El Consejo Privado de Japón fue establecido por un decreto imperial del Emperador Meiji fechado el 28 de abril de 1888, bajo la presidencia de Itō Hirobumi, para deliberar en la redacción de la constitución. La nueva constitución, promulgada por el Emperador el 11 de febrero de 1889, mencionó brevemente al Consejo Privado en el Capítulo 5, Artículo 46: “Los Consejeros Privados, de acuerdo con las previsiones en la organización del Consejo Privado, deliberarán sobre asuntos importantes del Estado cuando ellos sean consultados por el Emperador.”
El Consejo Privado consistió en un presidente, un vicepresidente (sin derecho a voto), doce (luego aumentado a veinticuatro) consejeros, un secretario jefe y tres secretarios adicionales. Todos los consejeros privados incluyendo al presidente y el vicepresidente eran asignados por el emperador de por vida, con el consejo del primer ministro y el gabinete. Adicional a los veinticuatro consejeros privados con derecho a voto, el primer ministro y los otros ministros del estado fueron miembros exofficio del consejo. Los príncipes de la Casa Imperial (tanto los shinnōke y los ōke) mayores de edad podían asistir a las reuniones del Consejo Privado y podían participar en sus procedimientos. El presidente tenía poderes extraordinarios, siendo él quien convocaba y moderaba las reuniones en el Consejo. El Consejo siempre se reunía en secreto en el Palacio Imperial de Tokio, con la presencia del Emperador en ocasiones importantes. El Consejo tenía el poder de deliberar en cualquier tema que el Emperador desease obtener una opinión.

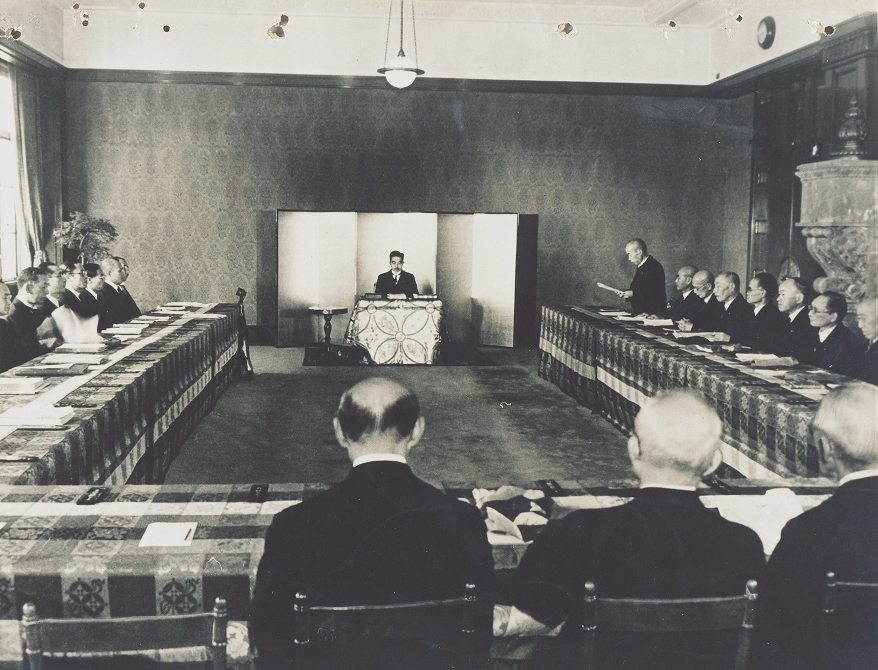
Reunión del Consejo Privado (1946).

La valoración en la importancia del Consejo Privado variaba desde solicitaciones a la que era la única agencia con mayor poder en el gobierno Meiji (probablemente cierto en el ámbito legal y teórico), hasta alegaciones completamente insignificantes en término de política nacional (también probablemente cierto en términos de la práctica actual). En sus primeros años, la mayoría de los miembros del Consejo privado fueron a su vez miembros electos del gobierno; sin embargo, en sus últimos años, el Consejo Privado esencialmente fue reemplazado con miembros del genrō y del Genrōin como un grupo de “viejos chicos” muy conservadores, a menudo variados con el gobierno electo del partido dominante. Posteriormente el Consejo Privado desafió al gobierno con el intento de rechazar varias decisiones gubernamentales, y por un intento de sostenerse en varios asuntos de política exterior, y se volvió en una entidad de balance de poder con el gobierno electo. Desde entonces el Consejo Privado fue ignorado y no se le consultó cuando Japón decidió declarar la guerra a los Estados Unidos en 1941.
El Consejo Privado fue abolido con la imposición de la Constitución de Japón de posguerra el 3 de mayo de 1947.

## Presidentes del Consejo Privado
1. Itō Hirobumi (30 de abril de 1888 – 30 de octubre de 1889)
2. Oki Takato (24 de diciembre de 1889 – 1 de junio de 1891)
3. Itō Hirobumi (1 de junio de 1891 – 8 de agosto de 1892)
4. Oki Takato (8 de agosto de 1892 – 11 de marzo de 1893)
5. Yamagata Aritomo (11 de marzo de 1893 – 12 de diciembre de 1893)
6. Kuroda Kiyotaka (17 de marzo de 1894 – 25 de agosto de 1900)
7. Saionji Kinmochi (27 de agosto de 1900 – 13 de julio de 1903)
8. Itō Hirobumi (13 de julio de 1903 – 21 de diciembre de 1905)
9. Yamagata Aritomo (21 de diciembre de 1905 – 14 de junio de 1909)
10. Itō Hirobumi (14 de junio de 1909 – 26 de octubre de 1909)
11. Yamagata Aritomo (26 de octubre de 1909 – 1 de febrero de 1922)
12. Kiyoura Keigo (8 de febrero de 1922 – 7 de enero de 1924)
13. Hamao Arata (13 de enero de 1924 – 25 de septiembre de 1925)
14. Hozumi Nobushige (1 de octubre de 1925 – 8 de abril de 1926)
15. Kuratomi Yuzaburo (12 de abril de 1926 – 3 de mayo de 1934)
16. Ichiki Kitokuro (3 de mayo de 1934 – 13 de marzo de 1936)
17. Hiranuma Kiichirō (13 de marzo de 1936 – 5 de enero de 1939)
18. Konoe Fumimaro (5 de enero de 1939 – 24 de junio de 1940)
19. Hara Yoshimichi (24 de junio de 1940 – 7 de agosto de 1944)
20. Suzuki Kantaro (7 de agosto de 1944 – 7 de junio de 1945)
21. Hiranuma Kiichirō (9 de abril de 1945 – 3 de diciembre de 1945)
22. Suzuki Kantaro (15 de diciembre de 1945 – 13 de junio de 1946)
23. Shimizu Toru (13 de junio de 1946 – 26 de agosto de 1946)